# Team CSC/Saison 2005
Dieser Artikel listet die Mannschaft und die Erfolge des Team CSC in der Saison 2005.

## Erfolge

### Erfolge in der UCI ProTour
| Datum         | Rennen                            | Fahrer          |
| ------------- | --------------------------------- | --------------- |
| 6. März       | Prolog Paris–Nizza                | Jens Voigt      |
| 6.–13. März   | Gesamtwertung Paris-Nizza         | Bobby Julich    |
| 15. März      | 8. Etappe Giro d’Italia (EZF)     | David Zabriskie |
| 26. März      | 17. Etappe Giro d’Italia          | Ivan Basso      |
| 27. März      | 18. Etappe Giro d’Italia (EZF)    | Ivan Basso      |
| 8. April      | 5. Etappe Baskenland-Rundfahrt    | Jens Voigt      |
| 17. Juni      | 7. Etappe Tour de Suisse          | Linus Gerdemann |
| 2. Juli       | 1. Etappe Tour de France (EZF)    | David Zabriskie |
| 10. August    | 7. Etappe Benelux-Rundfahrt (EZF) | Bobby Julich    |
| 3.–10. August | Gesamtwertung Benelux-Rundfahrt   | Bobby Julich    |
| 15. September | 18. Etappe Vuelta a España        | Nicki Sørensen  |

### Erfolge in der UCI America Tour
| Datum     | Rennen                    | Kat. | Fahrer         |
| --------- | ------------------------- | ---- | -------------- |
| 22. April | 4. Etappe Tour de Georgia | 2.1  | Brian Vandborg |

### Erfolge in der UCI Asia Tour
| Datum                 | Rennen                        | Kat. | Fahrer          |
| --------------------- | ----------------------------- | ---- | --------------- |
| 2. Februar            | 3. Etappe Katar-Rundfahrt     | 2.1  | Lars Michaelsen |
| 31. Januar–4. Februar | Gesamtwertung Katar-Rundfahrt | 2.1  | Lars Michaelsen |

### Erfolge in der UCI Europe Tour
| Datum            | Rennen                                          | Kat. | Fahrer                  |
| ---------------- | ----------------------------------------------- | ---- | ----------------------- |
| 1. Februar       | Grand Prix d’Ouverture La Marseillaise          | 1.1  | Nicki Sørensen          |
| 4. Februar       | 3. Etappe Étoile de Bessèges                    | 2.1  | Jens Voigt              |
| 9. Februar       | 1. Etappe Mittelmeer-Rundfahrt                  | 2.1  | Jens Voigt              |
| 11. Februar      | 3. Etappe Mittelmeer-Rundfahrt                  | 2.1  | Jens Voigt              |
| 12. Februar      | 4. Etappe Mittelmeer-Rundfahrt (MZF)            | 2.1  | Team CSC                |
| 9.–13. Februar   | Gesamtwertung Mittelmeer-Rundfahrt              | 2.1  | Jens Voigt              |
| 27. März         | 2b. Etappe Critérium International (EZF)        | 2.HC | Bobby Julich            |
| 26.–27. März     | Gesamtwertung Critérium International           | 2.HC | Bobby Julich            |
| 30. April        | Grand Prix Herning                              | 1.1  | Michael Blaudzun        |
| 28. Mai          | 4. Etappe Bayern-Rundfahrt                      | 2.HC | Jens Voigt              |
| 24. Juni         | Dänische Meisterschaft – Einzelzeitfahren       | CN   | Michael Blaudzun        |
| 24. Juni         | Luxemburgische Meisterschaft – Einzelzeitfahren | CN   | Andy Schleck            |
| 24. Juni         | Russische Meisterschaft – Einzelzeitfahren      | CN   | Wladimir Gussew         |
| 26. Juni         | Dänische Meisterschaft – Straßenrennen          | CN   | Lars Bak                |
| 26. Juni         | Luxemburgische Meisterschaft – Straßenrennen    | CN   | Fränk Schleck           |
| 23. Juli         | 4. Etappe Sachsen-Tour                          | 2.1  | Allan Johansen          |
| 24. Juli         | 5. Etappe Sachsen-Tour                          | 2.1  | Christian Müller        |
| 30. Juli         | LuK Challenge (PZF)                             | 1.1  | Bobby Julich Jens Voigt |
| 3. August        | 1. Etappe Dänemark-Rundfahrt                    | 2.HC | Ivan Basso              |
| 4. August        | 2. Etappe Dänemark-Rundfahrt                    | 2.HC | Ivan Basso              |
| 5. August        | 3. Etappe Dänemark-Rundfahrt                    | 2.HC | Ivan Basso              |
| 6. August        | 4b. Etappe Dänemark-Rundfahrt (EZF)             | 2.HC | Ivan Basso              |
| 3.–7. August     | Gesamtwertung Dänemark-Rundfahrt                | 2.HC | Ivan Basso              |
| 1. September     | 1. Etappe Tour de l’Avenir                      | 2.1  | Lars Bak                |
| 5. September     | 5. Etappe Tour de l’Avenir                      | 2.1  | Christian Müller        |
| 1.–10. September | Gesamtwertung Tour de l’Avenir                  | 2.1  | Lars Bak                |
| 6. Oktober       | Paris–Bourges                                   | 1.1  | Lars Bak                |

## Mannschaft
| Name                   | Geburtstag         | Nationalität       |
| ---------------------- | ------------------ | ------------------ |
| Kurt Asle Arvesen      | 9. Februar 1975    | Norwegen           |
| Lars Bak               | 16. Januar 1980    | Dänemark           |
| Ivan Basso             | 26. November 1977  | Italien            |
| Michael Blaudzun       | 30. April 1973     | Dänemark           |
| Matti Breschel         | 31. August 1984    | Dänemark           |
| Thomas Bruun Eriksen   | 13. Februar 1979   | Dänemark           |
| Manuel Calvente Gorbas | 14. August 1976    | Spanien            |
| Linus Gerdemann        | 16. September 1982 | Deutschland        |
| Wladimir Gusew         | 4. Juli 1982       | Russland           |
| Tristan Hoffman        | 1. Januar 1970     | Niederlande        |
| Allan Johansen         | 14. Juli 1971      | Dänemark           |
| Bobby Julich           | 18. November 1971  | Vereinigte Staaten |
| Giovanni Lombardi      | 26. Juni 1969      | Italien            |
| Peter Luttenberger     | 13. Dezember 1972  | Österreich         |
| Lars Michaelsen        | 13. März 1969      | Dänemark           |
| Christian Müller       | 1. März 1982       | Deutschland        |
| Andrea Peron           | 14. August 1971    | Italien            |
| Jakob Piil             | 9. März 1973       | Dänemark           |
| Luke Roberts           | 25. Januar 1977    | Australien         |
| Carlos Sastre Candil   | 22. April 1975     | Spanien            |
| Andy Schleck           | 10. Juni 1985      | Luxemburg          |
| Fränk Schleck          | 15. April 1980     | Luxemburg          |
| Nicki Sørensen         | 14. Mai 1975       | Dänemark           |
| Brian Vandborg         | 4. Dezember 1981   | Dänemark           |
| Christian Vande Velde  | 22. Mai 1976       | Vereinigte Staaten |
| Jens Voigt             | 17. September 1971 | Deutschland        |
| David Zabriskie        | 12. Januar 1979    | Vereinigte Staaten |